# Vasili Perov

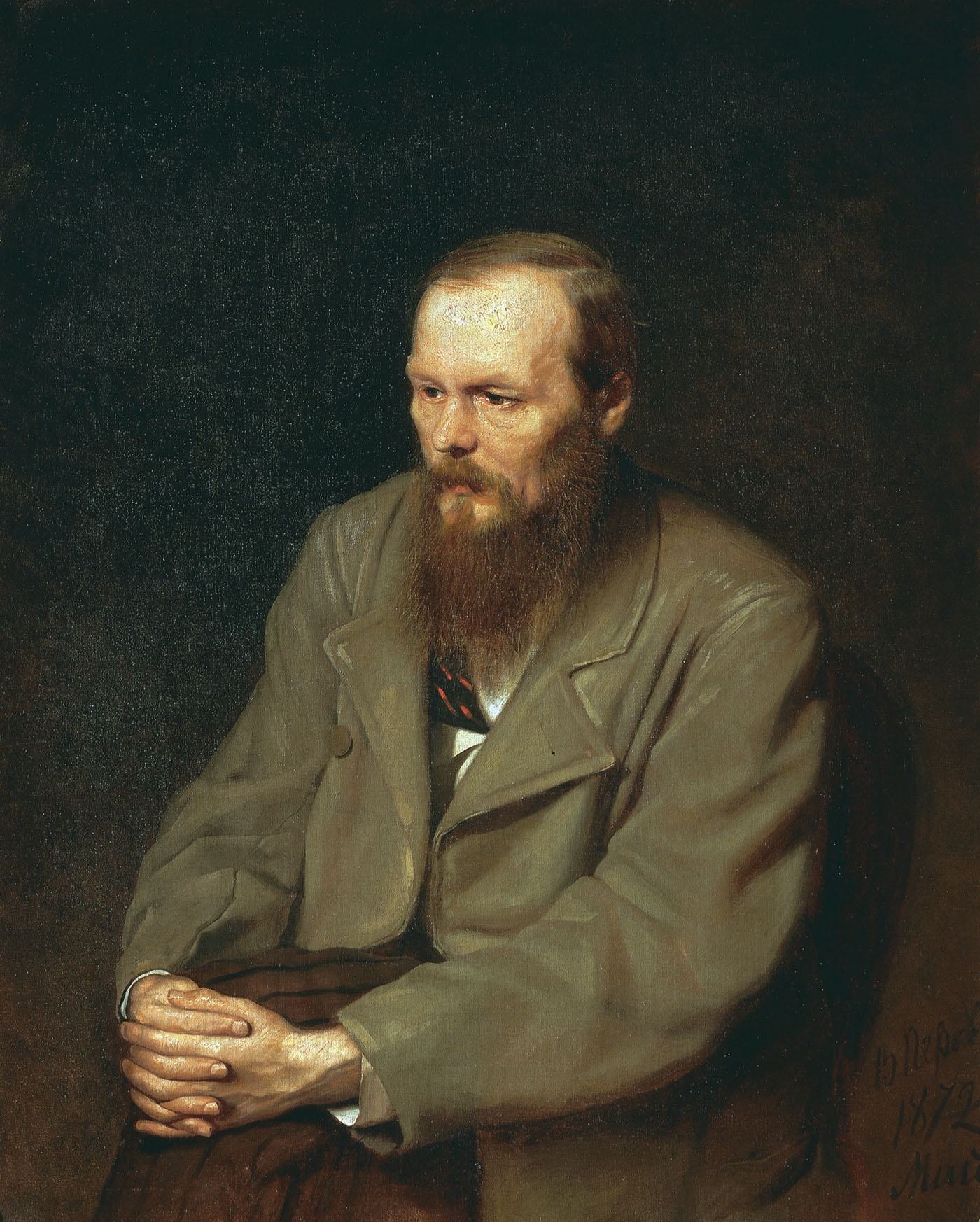
Portret van Fjodor Dostojevski (1872) door Perov, Tretjakovgalerij, Moskou

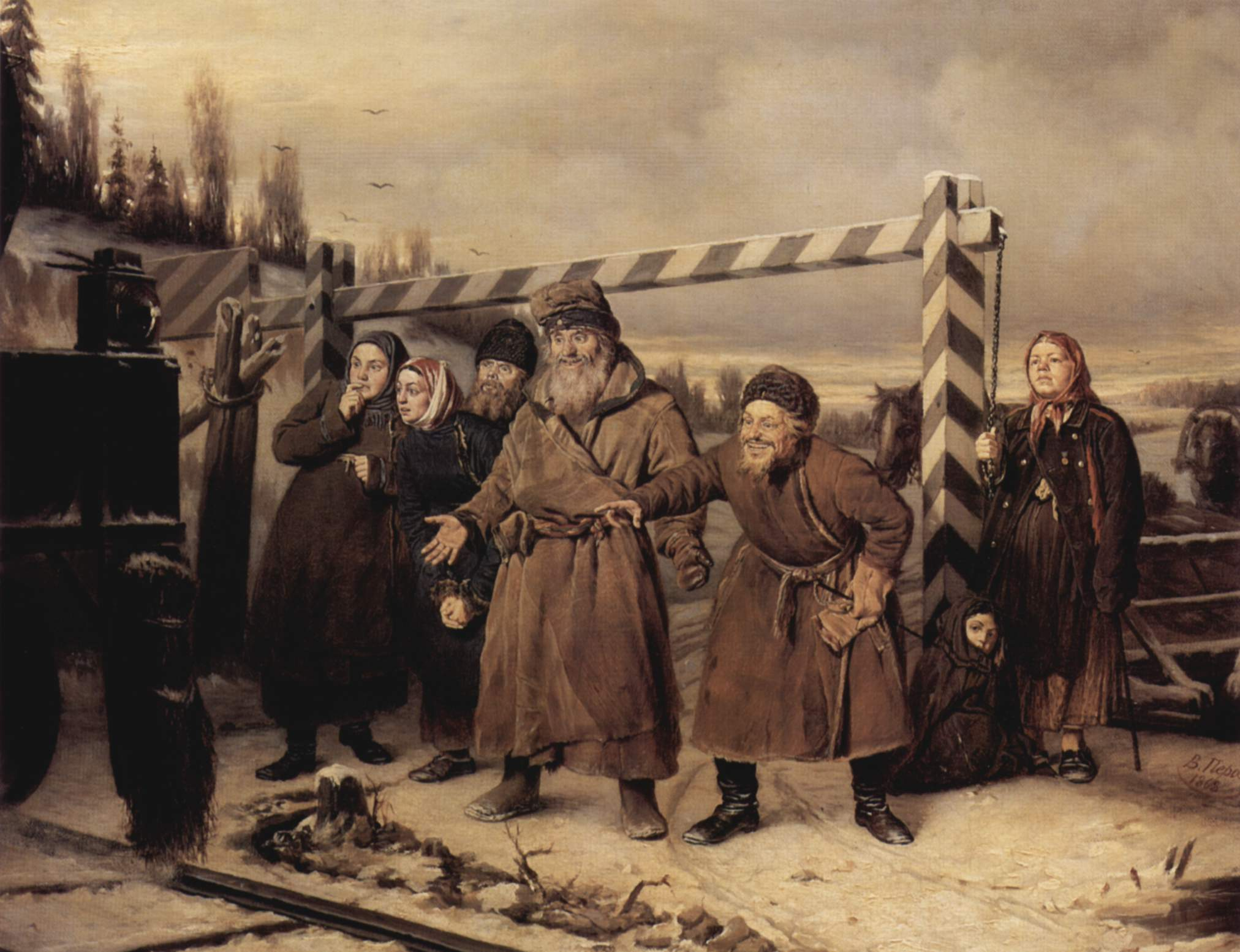
Bij de spoorweg (1868), Tretjakovgalerij, Moskou

Vasili Grigorjevitsj Perov (Russisch: Василий Григорьевич Перов) (Tobolsk, 21 december 1833 - Koezminki, 29 mei 1882) was een Russisch kunstschilder en een van de oprichters van de kunstenaarsgroep De Zwervers.
Perov begon zijn opleiding in de stad Arzamas. In 1853 werd hij toegelaten tot de Moskouse school voor schilderkunst, beeldhouwkunst en architectuur. Met zijn werken die hij aan de Keizerlijke Academie van de Kunsten in Sint-Petersburg voorlegde, verdiende hij in 1862 een reis naar het buitenland. Hij bracht veel tijd door in Duitsland en ging later naar Parijs.
Nadat hij was teruggekeerd naar Moskou, schilderde Perov van 1865 tot 1871 zijn meesterwerken, zoals Bij de spoorweg. In 1871 werd hij benoemd tot professor aan de Moskouse school voor schilderkunst, beeldhouwkunst en architectuur. In deze tijd raakte hij ook betrokken bij de oprichting van de kunstenaarsgroep De Zwervers.
Perov stierf in 1882 in het dorp Koezminki (tegenwoordig deel van Moskou) aan de gevolgen van tuberculose. Hij is begraven op het kerkhof van het Donskoj-klooster.